# Bonemerse
Bonemerse ist eine norditalienische Gemeinde (comune) mit 1460 Einwohnern (Stand: 31. Dezember 2023) in der Provinz Cremona in der Region
Lombardei. Schutzpatronin des Ortes ist Mariä Geburt. Das Radsportteam Unieuro Wilier hat im Ort seinen Sitz.

## Geographie
Bonemerse liegt etwa fünf Kilometer südöstlich von Cremona. Das Gemeindegebiet umfasst eine Fläche von 5,9 km². Der Ort liegt auf einer Höhe von 40 Metern über dem Meer. Ortsteile (frazioni) sind Cancello, Forcello, Quattro Strade und Zona Artigianale. Die Nachbargemeinden sind Cremona, Malagnino, Pieve d’Olmi und Stagno Lombardo.